# Isatis corymbosa
Isatis corymbosa är en korsblommig växtart som beskrevs av Pierre Edmond Boissier. Isatis corymbosa ingår i släktet vejdar, och familjen korsblommiga växter. Inga underarter finns listade i Catalogue of Life.